# بانغكاليس

بلدية بانغكاليس

بانكاليس  (أو بانغكاليس) هي مركز بلدية بانغكاليس في مقاطعة رياو في إندونيسيا . وتقع على جزيرة بانغكاليس. ويبلغ عدد سكان المدينة 66.211 نسمة.
بانغكاليس ذات مناخ استوائي حار ورطب . المدينة رطبة طوال العام مع درجات الحرارة اليومية 26-32 درجة مئوية.

## جزيرة بانغكاليس
تقع جزيرة بانغكاليس في مضيق ملقا ويفصلها عن جزيرة سومطرة مضيق بانغكاليس والذي يفصل أيضا جزيرة بادانغ وتيبنغ تينجي .